# サスケ (埼玉県出身のデュオ)
サスケ（SASUKE）は、日本の男性デュオ。メンバーの奥山裕次・北清水雄太は高校時代の同級生で、埼玉県毛呂山町出身。
2000年結成、2009年4月に解散。2014年4月に再結成。代表曲は「青いベンチ」。

## メンバー
- 奥山裕次（おくやま ゆうじ、1978年1月24日 - ）
ボーカル・ギター・ピアニカ
サスケの一部の楽曲の作詞作曲を行う。
- 北清水雄太（きたしみず ゆうた、1978年3月23日 - ）
ボーカル・ギター・ピアノ・ハーモニカ
サスケのほとんどの楽曲の作詞作曲を行う。
ソロとしても活動。

## 来歴
2000年
4月2日、高校の同級生である北清水雄太と奥山裕次がサスケを結成。以来、大宮駅前でのストリートライブを中心に都内や北関東でのライブ活動を行う。
2002年
春、創作活動に専念するためライブ活動を一時休止。
2003年
春、再び大宮駅前路上でストリートライブを再開。
2004年
4月、「青いベンチ」が全国でインディーズ発売、27万1千枚の大ヒットで、オリコンシングルチャートで、最高位8位を記録（2004年度インディーズ年間チャート3位、2005年度インディーズ年間チャート1位を獲得）。
10月、初のミニアルバム『Smile』発売し、45万枚の大ヒットを記録し、オリコン最高3位。
2005年
3月、全国ツアーライブ開始。
10月、東京で初のワンマン野外ライブ（日比谷野外大音楽堂）
2006年
12月6日発売「小椋佳トリビュート 〜青春〜」（Universel Records）に「俺たちの旅」のカバーで参加。
2009年
1月18日、サスケの公式HP上で解散を発表した。
3月1日、埼玉県さいたま市の大宮駅前で解散前の最後のストリートライブを行い、『青いベンチ〜Like a street ver.〜』を大宮限定で販売。
3月18日、1stフルアルバム『青いベンチ〜好きだった...誰にも言えない恋だった』を発売。2009年3月21日付のiTunes J-POPチャートで収録曲「青いベンチ」が1位獲得。総合チャートでも3位を獲得する。
4月4日、Shibuya O-EASTにて解散ライブを行い、解散。
2010年
9月2日、「青いベンチ」がレコチョクデイリーランキング100位圏外から1位に急浮上した。これは8月31日にフジテレビ系「青春アカペラ甲子園全国ハモネプリーグ」にて決勝出場チームより歌唱された影響であるとみられるが、解散したアーティストの楽曲がデイリーランキングで首位になるのは史上初のこととして話題になる。
2011年
2月16日、ジャニーズ事務所所属のボーカルユニット、テゴマスによって「青いベンチ」がカバーされ、再び注目を集める。
2014年
4月15日、「青いベンチ」から10周年を迎え再結成、同時に10周年を記念したオリジナル・アルバムを制作しており、同年夏に発表することを明かした。9月より「青いライブツアー」を敢行。フジテレビ開局55周年ドラマ「若者たち2014」の主題歌「若者たち」を2014年8月13日より配信限定でカバー。
8月1日より3rdアルバム「sasuke」収録曲「青いラブソング」がNTTドコモdヒッツ「8月バカンスで聴きたい歌遍〜」CMソングとしてオンエア。
8月27日、3rdアルバム「sasuke」発売（ユニバーサルミュージック）。
2015年
3月6日、アコースティック・サウンドにこだわったミニアルバム『虹を探すひと』を発売。原点回帰として2人だけで演奏するツアーを5都市で行う。
9月26日、2人の出発点である大宮「さいたま市民会館おおみや」45周年記念ライブとして「サスケスペシャルLIVE2015☆秋のさいた祭」を行い、同日、同年のツアーファイナルの模様を収めたライブDVD『SASUKE青いライブツアー2015〜虹を探すひと〜ツアーファイナル赤坂BLITZ』を発売。
11月15日、出身地である埼玉県毛呂山町観光大使に、競泳選手の瀬戸大也、アイドルグループPASSPO☆の根岸愛と共に任命される。
12月25日、音楽再生アプリAWAにて2005年以前に発売された楽曲のなかから2015年に最も多く聴かれた楽曲（同アプリにて洋楽邦楽問わず）の第1位に「青いベンチ」がランクイン。
2016年
8月31日、ベスト・アルバム「青春の声が聴こえる」発売（ユニバーサルミュージック）。収録曲「エールソング」が同郷で交流のある瀬戸大也の公式応援ソングとなる。
10月27日よりLINELIVEにて次世代アーティストを紹介する番組「K-ON!〜NEXT GENERATIONS〜」のメインMCを勤める。
2017年
3月よりマンスリーワンマンライブ「純喫茶サスケ」を毎月行う。ロクセンチなど様々なミュージシャンとのライブも積極的に行っている。

## ディスコグラフィー

### 参加作品
| 発売日        | タイトル                   | 規格品番  | 収録曲                               | 備考     |
| ------------- | -------------------------- | --------- | ------------------------------------ | -------- |
| 2006年12月6日 | 小椋佳トリビュート〜青春〜 | UICZ-8018 | M-5 俺たちの旅（作詞・作曲：小椋佳） | UM3TVM   |
| 2008年2月20日 | シュウカツ!!               | MHCL-1288 | 2.スタートライン                     | GT music |

## ミュージック・ビデオ
| 監督       | 曲名                                                   |
| 奥和義     | 「もしも時を飛べるなら」                               |
| 近藤勇一   | 「青いベンチ‐10th Anniversary -」「青いラブソング」    |
| 宮坂まゆみ | 「卒業の日」                                           |
| 不明       | 「永遠の夏」「青いベンチ」「青いベンチ〜Story Ver.〜」 |

## 主な出演

### テレビ
- テレビ朝日系
  - 「The Street Fighters」[4]
  - 「ミュージックステーション」
  - 「ミュージックステーションスーパーライブ」
- TBSテレビ「COUNT DOWN TV」
- NHK「ポップジャム」
- テレビ朝日「オンタマ」（2007年3月19日 - 23日）
- NHK大阪 「GO!GO!KAN-POP」（2007年6月10日）
- 日本テレビ「有吉反省会」〜歌わない音楽祭 2時間SP〜（2015年9月26日）
- テレビ朝日
  - 「キスマイレージ」（2017年5月30日）
  - 「しくじり先生 俺みたいになるな!!」（2017年6月18日）
- サスケ公式インターネット生配信番組sasukeTV（第1回 2014年4月28日〜第39回 2017年2月23日）

### ラジオ
- FM NACK5
  - 「サスケのMUSIC-LINE」レギュラーMC（月曜深夜0:00 - 1:00、2006年10月-2008年3月）
  - 「キラスタ」（2014年4月15日）[1][3][4]
- RCC中国放送「ザ★横山雄二ショー」ザ★スターは君だ!（2007年10月27日）
- FM Salus 「3丁目カフェ通信〜音楽喫茶サスケ」毎月第4日曜日17時-18時 生放送レギュラーMC （2015年11月-2017年3月）
- CRT栃木放送「食わず嫌わず」毎週木曜21時30分～22時（2018年4月-）

### 出演イベント 2014年〜
2014
- ひろしまフラワーフェスティバル@三井ガーデンホテル広島前（2014年5月5日）
- エディオンスタジオ紙屋町ライブ（2014年5月5日）
- ひがしもこと第31回芝桜まつり@北海道 大空町（2014年6月1日）
- OTODAMA × 真弦勝負（2014年7月16日）
- TBCテレビ55周年 震災復興支援イベントTBC夏祭り2014絆みやぎ〜KEEP ON!〜（2014年7月26日）
- Beach House KURA2014（2014年8月7日）
- J-COM WONDER STUDIO LIVE【LOVE フェス】@東京スカイツリータウン（2014年8月5日）
- 埼玉住まいEXSPOpresents HITS!theTOWN SPECIAL@埼玉スーパーアリーナ特設ステージ（2014年8月9日）
- KIRIN BEER''good luck live @TOKYO FM（2014年8月16日）
- お台場新大陸マイナビステージ（2014年8月29日）
- 2014四国放送まつり@あすたむらんど徳島（2014年10月12日）
- 大宮Renketsu祭@アルシェ（2014年10月18日）
- ツリー点灯式andXmas concert@AEON mall 広島祇園（2014年11月1日）
- 千人Live!@赤坂BLITZ（2014年11月19日）
- 復興支援チャリティーライブ「ヨコヤマ☆ナイトフォースシーズン」（2014年11月21日）
- NACK5 hearts「LIVE ACTION!」@西川口（2014年12月25日）
- DISK GARAGE presents BORDERLESS2014@TSUTAYA O-EAST（2014年12月30日）

2015
- 川口キュポラ市場フリーライブ（2015年3月7日）
- 東日本大震災チャリティーライブ2015「愛を歌おう」@下北沢440（2015年3月11日）
- ゲッターズ飯田presents POWERSPOT@liquidroom（2015年3月14日）
- 日本女子プロ野球リーグ2015埼玉アストライア開幕戦（2015年4月11日）
- アートフルゆめまつり2015@大宮ラクーン前（2015年4月26日）
- itscom studio hall二子玉川ライズ「SHOWCASE」（2015年5月2日）
- 2015ひろしまフラワーフェスティバル（2015年5月4日）
- OTODAMA空フェス2015〜夏、直前の祭〜空響@ダイバーシティ東京（2015年5月9日）
- 柏music sun 2015（2015年5月15日）
- リィライブin練馬@練馬文化センター（2015年7月5日）
- CACUU 3rd anniversary「七夕の夜に会いましょう」@渋谷QLUBQUATRO（2015年7月7日）
- サバンナゲーム夏の陣@大阪なんばhatch（2015年8月27日）
- 肉ロックフェス@さいたまスーパーアリーナけやき広場（2015年9月11日）
- 光と風のマルシェ@21世紀の森と広場（2015年10月10日）
- 所沢市民フェスティバル〜eggtube☆music festival@所沢航空記念公園（2015年10月25日）
- 第22回毛呂山町産業祭（2015年11月15日）
- FM NACK5 GOGMONSZフェス2015「モテない村〜開村式」（2015年11月28日）

2016
- 「POP COUNTER」@渋谷lamama（2016年2月10日）
- 東日本大震災チャリティーライブ2016「愛を歌おう」@下北沢440（2016年3月11日）
- 桜イルミネーション@Orvi Yokohama（2016年3月26日）
- ムジ会 レコ発記念会@高田馬場live cafe mono（2016年3月31日）
- Joy blossom 武州長瀬桜夜祭（2016年4月9日）
- 原宿後夜祭@表参道ground（2016年4月30日）
- TBC夏まつり2014 絆みやぎ〜KEEP ON!〜（2014年7月26日）
- Daigo presents 「endless road vol.3」@大塚hearts（2016年6月20日）
- Origin 〜360°〜ライブ@渋谷Loop ANNEX（2016年7月14日）
- push the muevo@新宿LOFT（2016年7月21日）
- ねりまだいこん。チャリティーライブ@練馬文化センター大ホール（2016年7月24日）
- Lalaport music carnival !@ららぽーと柏の葉（2016年8月11日）
- NICOTAMA SONIC@二子玉川ライズ（2016年8月20日）
- 横浜グルメエンタ2016 special live @横浜赤レンガ倉庫（2016年9月10日）
- フリーライブ@たまプラーザテラス（2016年9月18日）
- OBS感謝祭2016フードスタジアム@大分銀行ドーム（2016年9月18日）
- 浦和区民祭（2016年11月6日）
- ナキフェス@芸能花伝舎（2016年11月18日）
- 第23回毛呂山町産業祭※2015年より毛呂山町観光大使（2016年11月20日）
- Italian ×buffet special music festival@福岡aflodite（2016年11月22日）

2017
- 東日本大震災チャリティーライブ「愛を歌おう」@下北沢440（2017年3月11日）
- countdown to Sakura July 17 th anniversary"4"（2017年4月22日）
- 天窓16周年記念イベント「春の詩会」（2017年4月30日）
- ナキフェスvol.2@ベルサール東京日本橋ホール（2017年6月3日）
- 2017広島フラワーフェスティバル（2017年5月5日）
- ラジオ関西「CRKミュージックヘッズpresentsサスケ!トーク＆ライブ」@阪神競技場イベント広場（2017年6月18日）
- OTODAMA SEA STUDIO 2017 夏が始まるメロディ（2017年7月18日）
- 岩船ひろき×REDS WAVE×Hearts「TAMA-UTA 2017 vol.3」（2017年7月21日）
- 秋フェス2017〜東梅田を音楽の街に♪〜@梅田amHALL（2017年9月23日）
- アダチケンゴ presents 〜Don't stop the good music vol.6〜@神戸Chicen George（2017年9月29日）

### 学園祭 2014年〜
- 第49回広島工業大学 定期演奏会（2014年7月6日）
- 大阪成蹊大学・大阪成蹊短期大学 第14回 桃花祭（2014年10月11日）
- 埼玉学園大学 第13回 埼学祭（2014年10月25日）
- 目白大学 岩槻キャンパス 第21回 桐榮祭（2014年10月25日）
- 淑徳大学 埼玉キャンパス 第19回 淑徳祭（2014年10月26日）
- 広島大学 第63回広島大学 大学祭（2014年11月2日）
- 山口大学 第65回 姫山祭（2014年11月3日）
- お茶の水女子大学 第65回 徽音祭（2014年11月9日）
- 昭和女子大学 秋桜祭（2014年11月9日）
- 成蹊大学 第53回 欅祭（2014年11月15日）
- 関西国際大学 尼崎キャンパス HEART FESTA 2014（2014年11月16日）
- 國學院大学 MS.andMr. contest 2014 FACE（2014年11月20日）
- 広島文化学園大学 大学祭（2014年11月22日）
- 酪農学園大学 白樺祭（2015年6月27日）
- 高知工科大学 香美キャンパス大学祭（2015年10月17日）
- 埼玉医科大学 日高キャンパス/越華祭（2015年10月24日）
- 産業医科大学/医生祭（2015年11月1日）
- 江戸川大学 駒木祭（2015年11月2日）
- 中央大学多摩キャンパス/第49回白門祭（2015年10月29日）
- 日本大学薬学部/桜薬祭（2015年10月31日）
- 南九州大学 都城キャンパス/ひばり祭（2015年12月5日）
- 芝浦工業大学 大宮キャンパス/第20回大宮祭（2016年5月22日）
- 日本赤十字豊田看護大学/いとすぎ祭（2016年5月21日）
- 慶應義塾大学 矢上キャンパス/第17回矢上祭（2016年10月8日）
- 東北大学 第68回東北大学祭（2016年10月29日）
- 東京成徳大学 八千代キャンパス/第23回翠樟祭（2016年10月30日）
- 日本工業大学 春のぽかぽかこんさぁと（2017年4月15日）